# Sacrifice (film, 2025)
Pour les articles homonymes, voir Sacrifice (homonymie).
Pour plus de détails, voir Fiche technique et Distribution.
Sacrifice est un film américain réalisé par Romain Gavras et dont la sortie n'est prévue en 2025. Il s'agit de son premier long métrage tourné en anglais.
Il sera présenté au festival international du film de Toronto 2025.

## Synopsis
Un gala de bienfaisance réunissant des célébrités est brutalement interrompu par l'attaque d'un groupe de radicaux. Ces derniers se sont lancés dans une quête pour accomplir une mystérieuse prophétie.

## Fiche technique
Sauf indication contraire, les informations mentionnées dans cette section peuvent être confirmées par la base de données cinématographiques IMDb,  présente dans la section « Liens externes ».
- Titre original : Sacrifice
- Réalisation : Romain Gavras
- Scénario : Will Arbery et Romain Gavras
- Musique : N/A
- Direction artistique : N/A
- Décors : Arnaud Roth
- Costumes : Hannah Edwards
- Montage : N/A
- Photographie : N/A
- Production : Chris Evans, Romain Gavras, Anya Taylor-Joy et Robert Walak
  - Production déléguée : Will Arbery
- Société de production : Iconoclast
- Pays de production :  États-Unis
- Langue originale : anglais
- Genre : action, thriller
- Dates de sortie :
  - Canada : 6 septembre 2025 (festival de Toronto)
  - États-Unis Date sujette à modification

## Distribution
- Chris Evans : Mike Tyler
- Anya Taylor-Joy : Joan
- Vincent Cassel : Braken
- Ambika Mod : Katie
- Salma Hayek
- John Malkovich
- Charli XCX
- Sam Richardson
- Jeremy O. Harris

## Production

### Genèse et développement
Le 3 juin 2024, Romain Gavras annonce que son prochain film sera un long-métrage tourné aux États-Unis intitulé Sacrifice.

### Attribution des rôles
Dès l'annonce du projet, Chris Evans, Anya Taylor-Joy, Salma Hayek et Brendan Fraser sont engagés au casting.
Le 18 septembre, Sam Richardson, Ambika Mod et Vincent Cassel sont annoncés au casting. Vincent Cassel reprend le rôle qui était initialement prévu pour Brendan Fraser et renoue avec Romain Gavras pour la troisième fois après Notre jour viendra et Le monde est à toi.

### Tournage
Le tournage se déroule en Grèce et en Islande.